# Tierra Firme
 (septembre 2023).
Pour la revue, voir Tierra Firme (revue).
1498–1514
1539–1543
Entités précédentes :
- Peuples Caraïbes
- Emberá
- Kuna
- Wayuu
- Zenú

Entités suivantes :
- Gouvernorat de Coquibacoa (1502) (partie orientale)
- Gouvernorat de Veragua (1508)
- Nouvelle-Andalousie et Urabá (1508)
- Capitainerie générale du Guatemala (1543)

Tierra Firme, Tierrafirme (terre ferme en français) ou Costa Firme est le nom donné du temps de la colonisation de l'Amérique par la couronne espagnole au Venezuela, à l'isthme de Panama et à une partie des territoires de la Colombie, qui plus tard forment une partie de la vice-royauté de Nouvelle-Grenade. À l'origine, on donne également ce nom à tous les territoires des côtes septentrionales de l'Amérique du Sud et centrale, des Guyanes à l'isthme de Panama.

## Histoire

### Royaume de Tierra Firme
La région orientale du Venezuela est la première terre non insulaire foulée par les Espagnols.
Du 4 au 12 août 1498, Christophe Colomb explore le golfe de Paria où se trouve actuellement l'État de Sucre. Il parcourt notamment l'estuaire de l'Orénoque et comprend alors, vu la grande quantité d'eau douce, qu'il se trouve sur un continent et non sur une île. Il trouve ces terres vierges magnifiques et considère avoir trouvé le "paradis sur Terre", qu'il appelle "Terre de Grâce", surnom qui est resté pour désigner le Venezuela. Il pense d'abord, à juste titre, être sur un continent inconnu des Européens, puis il se rétracte et déclare se trouver en Asie.
En 1501, les terres encore inexplorées à l'est (sur le Venezuela actuel) sont données à Alonso de Ojeda, sans l'avis de Colomb, qui prend le nom du Gouvernorat de Coquibacoa. Abandonné à la fin de l'année, le territoire est reconquis en 1527 et devient la province de Venezuela. Le reste des territoires, la partie occidentale, est renommé en 1502 la Nouvelle Castille d'Or du Royaume de Tierra Firme (en espagnol : Nueva Castilla de Oro del Reino de Tierra Firme).
Cette partie, qui s'étend du cap Gracias a Dios au cap de la Vela est divisée en 1508 entre le Gouvernorat de Veragua et la province de Nouvelle-Andalousie et Urabá. En 1513, les territoires sont de nouveau réunis sous le nom de Castille d'Or.

### Gouvernorat de Tierra Firme
Plusieurs décrets royaux de l'empereur Charles Quint (Charles Ier d'Espagne) définirent la Tierra Firme à mesure des explorations :
- Celui du 16 février 1533 la faisait partir de Carthagène, dans l'actuelle Colombie et se terminer à l'embouchure de l'Orénoque.
- Celui du 3 mars 1537 la fit remonter jusqu'à la Province de Veragua, dans l'actuel Panamá.
- Le décret du 2 mai 1550 y ajouta le Perú, en fait l'actuelle baie de San Miguel, au Panamá.

Division administrative de l'Amérique du Sud après la conquête de l'Empire inca vers 1540 (la province de Caracas est ici incluse dans la Tierra Firme.

Finalement, en février 1538, fut créée l'Audience Royale de Panama (Real Audiencia de Panamá), définissant officiellement les territoires de la Tierra Firme :
- sur la Mar del Norte (mer du Nord, actuelle mer des Caraïbes, et océan Atlantique),
  - province de Castille d'Or (ouest de l'actuelle Colombie),
  - province panaméenne de Colón,
  - le Gouvernorat de Veragua (actuels Nicaragua et Costa Rica ainsi que Panamá jusqu'au fleuve Belén).
- Sur la Mar del Zur (mer du Sud, actuel océan Pacifique),
  - le Perú (actuelle baie de San Miguel, Panamá) jusqu'au port de Buenaventura, de Portobelo au golfe d'Urabá (ou golfe de Darién, entre la Colombie et Panamá).

À l'est la Tierre Firme est limitée par la Province de Caracas.
En 1543, le territoire est incorporé à la nouvelle Capitainerie générale du Guatemala, une entité autonome au sein de la Nouvelle-Espagne, puis en 1550 la province de Tierra Firme est incorporée à la vice-royauté du Pérou.

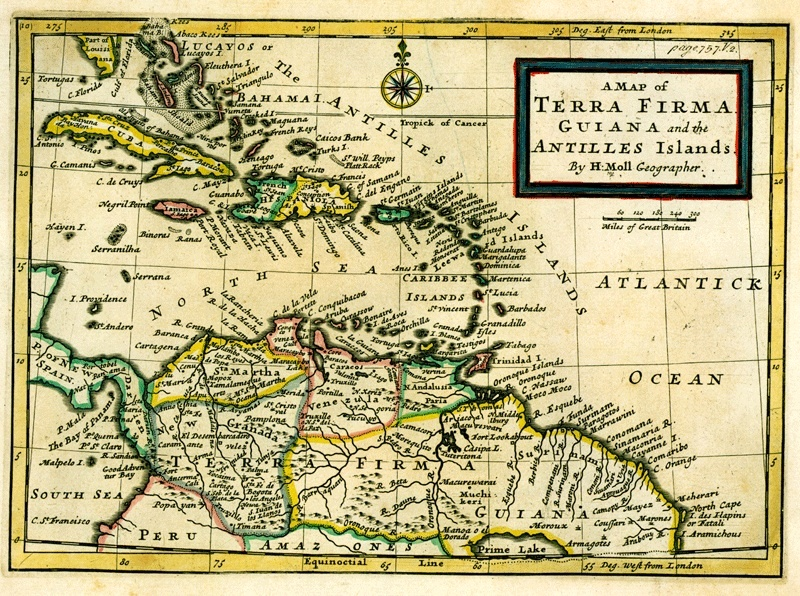
Carte de Tierra Firme, Guyane et Antilles (Herman Moll, 1732)

## Sources
- François Joseph de Pons, Voyage à la partie orientale de la terre-ferme dans l'Amérique Méridionale fait pendant les années 1801, 1802, 1803 et 1804 : Contenant la description de la capitainerie générale des Caracas, composée des Provinces de Venezuela, Maracaïbo, Varinas, La Guiane Espagnole, Cumana, et de l'Ile de la Marguerite, Paris : Colnet, 1806 Tome I ; tome II ; tome III
- « De las Audiencias y Chancillerias Reales de las Indias », sur congreso.gob.pe (consulté le 27 mars 2008)